# 88P/Howell
88P / Howell là một sao chổi định kỳ trong Hệ mặt trời. Nó được phát hiện vào ngày 29 tháng 8 năm 1981. Vào năm 1975, perihelion của sao chổi (điểm tiếp cận gần nhất với Mặt trời) là 1,9 AU, Nhưng một điểm tiếp cận gần với Sao Mộc vào năm 1978 đã làm xáo trộn khoảng cách perihelion gần Mặt trời hơn.
Nó cuối cùng đã đến perihelion vào ngày 6 tháng 4 năm 2015; sự xuất hiện tiếp theo sẽ là vào năm 2020. Vào ngày 14 tháng 9 năm 2031, sao chổi sẽ vượt qua 0,074 AU (11.100.000 km; 6.900.000 dặm) từ Sao Hỏa.
Đáp lại lời kêu gọi của chương trình New Frontiers cho Nhiệm vụ 4, một nhóm từ Phòng thí nghiệm Vật lý Ứng dụng của Đại học Johns Hopkins (JHUAPL) đã gửi một đề xuất khái niệm nhiệm vụ có tên là Comet Rendezvous, Lấy mẫu, Điều tra và Mang về (CORSAIR) sẽ thực hiện mang về mẫu vật từ sao chổi 88P / Howell.